# Суђење припадницима Ајнзацгрупа
Суђење припадницима Ајнзацгрупа, званично САД против Ота Олендорфа и др. (The United States of America vs. Otto Ohlendorf, et. al.) (29. септембар 1947 — 10. април 1948), било је суђење против 24 официра Ајнзацгрупа јединица СС-а, одреда смрти који су вршили масовне злочине иза линије фронта у источној Европи. Оптужница их је теретила за бројне ратне злочине и злочине против човечности а у склопу геноцидног плана, као и за чланство у СС-у, СД-у и Гестапо-у. 
Суђење је водио Војни трибунал II-A - судије Мајкл Мусмано, Џон Спејт и Томас Диксон.
Један оптужени је извршио самоубиство, један је пуштен из медицинских разлога. Остали су оглашени кривим за сва дела, сем двојице који су оглашени кривим само за чланство у криминалној организацији. Изречено је 14 смртних казни, а остали су осуђени на затворске казне различите дужине, од 10 година до доживотне.

## Оптужница
1. Злочини против човечности кроз прогон на политичкој, расној и верској основи, убиства, истребљење, затварање, и друга нехумана дела против цивилних популација, укључујући немачке држављане и држављане других држава, у оквиру организоване шеме геноцида.
2. Ратни злочини из истих разлога, и зарад намерног уништења и разарања неоправданог војном нужношћу.
3. Чланство у криминалној организацији, СС, СД, или Гестапоу, које су претходно међународни Војни трибунали у Нирнбергу прогласили за криминалне организације.

Сви оптужени су терећени по свим тачкама оптужнице. Сви оптужени су се изјаснили да нису криви. Трибунал их је све осудио по свим тачкама, изузев Рила и Графа, који су осуђени само по тачки 3.

## Оптужени
| име                   | фотографија | положај | пресуда                                                                      | исход, амнестија 1951.                                        |
| --------------------- | ----------- | --- | ---------------------------------------------------------------------------- | ------------------------------------------------------------- |
| Ото Олендорф          |             | СС групенфирер; припадник СД; командант Ајнзацгрупе Д                                                         | смрт вешањем                                                                 | обешен 7. јуна, 1951.                                         |
| Хајнц Јост            |             | СС бригадефирер; припадник СД; командант Ајнзацгрупе А                                                        | доживотни затвор                                                             | преиначено у 10 година; умро                                  |
| Ерих Науман           |             | СС бригадефирер; припадник СД; командант Ајнзацгрупе Б                                                        | смрт вешањем                                                                 | обешен 7. јуна, 1951.                                         |
| Ото Раш               |             | СС бригадефирер; припадник СД и Гестапоа; командант Ајнзацгрупе Ц                                             | изузет из суђења 5. фебруара, 1948. због здравствених разлога                | умро 1. новембра 1948.                                        |
| Ервин Шулц            |             | СС бригадефирер; припадник Гестапоа; командант Ајнзацкомандо 5, Ајнзацгрупе Ц                                 | 20 година                                                                    | преиначено у 15 година; пуштен 9. јануара 1954; умро 1981.    |
| Франц Сикс            |             | СС бригадефирер; припадник СД; командант Форкомандо Москва, Ајнзацгрупе б                                     | 20 година                                                                    | преиначено у 15 година; пуштен 30. септембра 1952; умро 1975. |
| Паул Блобел           |             | СС штандартенфирер; припадник СД; командант Зондеркомандо 4а, Ајнзацгрупе Ц                                   | смрт вешањем                                                                 | обешен 7. јуна, 1951.                                         |
| Валтер Блуме          |             | СС штандартенфирер; припадник СД и Гестапоа; командант Зондеркомандо 7а, Ајнзацгрупе Б                        | смрт вешањем                                                                 | преиначено у 25 година; пуштен 1955; умро 1974.               |
| Мартин Зандбергер     |             | СС штандартенфирер; припадник СД; командант Зондеркомандо 1а, Ајнзацгрупе А                                   | смрт вешањем                                                                 | преиначено у доживотни затвор; пуштен 1958; умро 2010.        |
| Вили Зајберт          |             | СС штандартенфирер; припадник СД; заменик шефа Ајнзацгрупе Д                                                  | смрт вешањем                                                                 | преиначено у 15 година; умро 1976.                            |
| Еуген Штајмле         |             | СС штандартенфирер; припадник СД; командант Зондеркомандо 7а, Ајнзацгрупе Б и Зондеркомандо 4а, Ајнзацгрупе Ц | смрт вешањем                                                                 | преиначено у 20 година; пуштен у јуну 1954; умро 1987.        |
| Ернст Биберштајн      |             | СС оберштурмбанфирер; припадник СД; командант Ајнзацкомандо 6, Ајнзацгрупе Ц                                  | смрт вешањем                                                                 | преиначено у доживотни затвор; пуштен 1958; умро 1986.        |
| Вернер Брауне         |             | СС оберштурмбанфирер; припадник СД и Гестапоа; командант Зондеркомандо 11б, Ајнзацгрупе Д                     | смрт вешањем                                                                 | обешен 7. јуна, 1951.                                         |
| Валтер Хаенш          |             | СС оберштурмбанфирер; припадник СД; командант Зондеркомандо 4б, Ајнзацгрупе Ц                                 | смрт вешањем                                                                 | преиначено у 15 година                                        |
| Густав Адолф Носке    |             | СС оберштурмбанфирер; припадник Гестапоа; командант Ајнзацгкомандо 12, Ајнзацгрупе Д                          | доживотни затвор                                                             | преиначено у 10 година; умро 1990.                            |
| Адолф От              |             | СС оберштурмбанфирер; припадник СД; командант Зондеркомандо 7б, Ајнзацгрупе Б                                 | смрт вешањем                                                                 | преиначено у доживотни затвор; пуштен 9. маја, 1958.          |
| Едуард Штраух         |             | СС оберштурмбанфирер; припадник СД; командант Ајнзацкомандо 2, Ајнзацгрупе А                                  | смрт вешањем; предат белгијским властима; умро у болници 11. септембра 1955. |                                                               |
| Емил Хаусман          |             | СС штурмбанфирер; припадник СД; официр у Ајнзацкомандо 12, Ајнзацгрупе Д                                      | извршио самоубиство пре читања оптужнице, 31. јула, 1947.                    |                                                               |
| Валдемар Клингенхефер |             | СС штурмбанфирер; припадник СД; официр у Зондеркомандо 7б, Ајнзацгрупе Б                                      | смрт вешањем                                                                 | преиначено у доживотни затвор; пуштен 1956; умро 1980.        |
| Лотар Фендлер         |             | СС штурмбанфирер; припадник СД; заменик шефа Зондеркомандо 4б, Ајнзацгрупе Ц                                  | 10 година; умањено на 8 година                                               | преиначено у 8 година                                         |
| Валдемар фон Радецки  |             | СС штурмбанфирер; припадник СД; заменик шефа Зондеркомандо 4а, Ајнзацгрупе Ц                                  | 20 година                                                                    | пуштен                                                        |
| Феликс Рил            |             | СС хауптштурмфирер; припадник Гестапоа; официр у Зондеркомандо 10б, Ајнзацгрупе Д                             | 10 година                                                                    | пуштен                                                        |
| Хајнц Шуберт          |             | СС оберштурмфирер; припадник СД; официр у Ајнзацгрупи Д                                                       | смрт вешањем                                                                 | преиначено у 10 година                                        |
| Матијас Граф          |             | СС унтерштурмфирер; припадник СД; официр у Ајнзацкомандо 6, Ајнзацгрупе Д                                     | одслужено време током суђења                                                 |                                                               |

^  Раш је одведен из суднице током читања оптужнице због лошег здравља; оптужница му је прочитана засебно 22. септембра, 1947.
^  Штраух је доживео епилептични напад током читања оптужнице 15. септембра, 1947. Његова одбрана је касније покушала да га изузме из суђења из медицинских разлога, али је суд ово одбио, уз образложење да су Штраухова сведочења била кохерентна и нису показивала да он не би био ментално способан да поднесе суђење.
^  Иако је Фендлер осуђен по свим тачкама, суд је оценио да представљени докази нису довољни да докажу да је он наредио или помогао у планирању убистава. Изгледа да је имао првенствено канцеларијску дужност.
^  Рил је осуђен само по тачки 3; што се тиче тачака 1 и 2, суд га је прогласио невиним, уз образложење да као нижи официр, није био одговоран за зверства која је починила Ајнзацгрупа Д и да није био у положају у коме је могао да их спречи, и мада је знао за убиства, није се могло доказати да је директно учествовао у њима.
^  Граф је осуђен само за чланство у СД. Он је чак био избачен из СС због „опште индиферентности за организацију“ а касније је покушао да напусти и СД. По тачкама 1 и 2 је такође проглашен невиним, јер као подофицир никада није био на командној дужности, а једном је чак и одбио једну
Од 14 смртних пресуда, само је четири извршено; остале су преиначене у казне затвора различитих дужина 1951. До 1958, сви осуђени су пуштени из затвора.

## Цитати
Из пресуде Трибунала:
[Чињенице] су толико изван домашаја искуства нормалног човека и опсега феномена начињених људском руком да само најкомплетније судско испитивање, и најисцрпније суђење, може да их верификује и потврди. Иако је главна оптужба убиство, [...] оптужница за намерно убиство у овом случају достиже фантастичне размере и превазилази границе онога у шта се може поверовати, тако да уверљивост мора бити ојачана уверавањем поновљеним хиљаду пута.
...злочин такве незапамћене бруталности и таквог незамисливог дивљаштва да се ум побуњује против сопствене мисаоне слике, и замишљање се тетура у разматрању толике људске деградације коју језик не може адекватно осликати.
Број смрти до којих су довеле активности са којима су ови оптужени били повезани и које је тужилаштво оценило на један милион је само апстрактан број. Не може се појмити пуни кумулативни терор убиства поновљеног милион пута.

Само када се овај гротескни збир раздели у јединице које је могуће ментално усвојити, може се разумети монструозност ствари које на овом суђењу разматрамо. Мора се визуализовати не један милион људи већ само десет особа — мушкараца, жена и деце, можда сви из једне породице — како падају испред џелатових цеви. Ако се један милион подели са десет, ова сцена се морала догодити стотину хиљада пута, и ко визуализује понављање овог ужаса ће почети да разуме значење речи тужилаштва, 'Са болом и са надом ми овде откривамо намеран покољ више од милион невиних и беспомоћних мушкараца, жена и деце.'